# 飾菊石
飾菊石（學名：Kosmoceras），又名科斯莫菊石、隕菊石，是生存在中侏羅世海洋深水域中的一屬菊石，游水能力一般。牠們的外殼均勻地朝內反旋，是典型的中侏羅紀菊石。殼上的飾紋十分複雜，有成捆的肋條和成列的結節，因而得名。腹狹窄而扁平。

## 物種[2]
- Cosmoceras duncani
- Cosmoceras spinosum
- Cosmoceras spoliatum
- Kosmoceras gemmatum

## 外部連結
- Kosmoceras in the Paleobiology Database